# Droga krajowa nr 98 (Polska)
Droga krajowa nr 98 (DK98) – istniejąca w latach 1986 – 2000 i 2011 – 2019 droga krajowa klasy GP.

## Historia

### XX wiek
Po raz pierwszy droga o takim numerze w Polsce pojawiła się 14 lutego 1986 na mocy uchwały Rady Ministrów z grudnia 1985 r., jako droga krajowa o przebiegu Wadowice – Maków Podhalański – Jordanów – Rabka – Limanowa – Nowy Sącz – Gorlice – Jasło – Krosno – Sanok – Kuźmina – Bircza – Przemyśl. W 2000 r., w wyniku reformy sieci drogowej odcinek ten uzyskał oznaczenie 28, który obowiązuje do dziś, zaś numer 98 został wykreślony.

### XXI wiek

Przebieg drogi krajowej nr 98 we Wrocławiu

W 2011 r., po oddaniu do użytku Autostradowej Obwodnicy Wrocławia, wyznaczono nowy przebieg po starym śladzie drogi krajowej nr 8 przez centrum Wrocławia (przy głównym dworcu autobusowym PKS) do Długołęki. Rozpoczynała się we Wrocławiu na skrzyżowaniu Alei Karkonoskiej i ulicy Wyścigowej, kilka kilometrów od węzła Bielany Wrocławskie z autostradą A4. 6 października 2012 została wydłużona na północy o tzw. „Łącznik Długołęka”, pomiędzy starą trasą drogi krajowej nr 8 a węzłem Wrocław Psie Pole (na styku A8 i S8).
1 stycznia 2020, wraz z utratą statusu drogi alternatywnej wobec Autostradowej Obwodnicy Wrocławia, trasa na całej długości straciła kategorię drogi krajowej. Odcinek od węzła Wrocław Psie Pole do Mirkowa koło Długołęki – tzw. „Łącznik Długołęka” – otrzymał kategorię drogi wojewódzkiej (DW 372), zaś dalszy odcinek do skrzyżowania Alei Karkonoskiej z ulicą Wyścigową we Wrocławiu został przeklasyfikowany na drogę gminną.
Pomimo wykreślenia numeru 98 z listy dróg krajowych przez pewien czas w terenie nadal występowało oznakowanie takiej arterii.

Planowany docelowy układ głównych dróg we Wrocławiu.

## Dopuszczalny nacisk na oś
Na całej długości drogi krajowej nr 98 dopuszczalny był ruch pojazdów o nacisku pojedynczej osi do 10 ton. Stosowne oznakowanie drogi (znak E-15f) funkcjonowało na całej długości drogi.

## Ważniejsze miejscowości leżące na trasie 98
- Wrocław (A4, A8, S5, S8, DK5, DK94)